# Llengües mixes
Les llengües mixes (o mikses) constitueixen una de les dues branques de la llengües mixezoque localitzades al sud de Mèxic. Les llengües d'aquesta branca es parlen principalment a Oaxaca on es denominen propiment mixe i també a Veracruz on se'ls denomina popoluca. El terme popoluca és una mica confús perquè existeix una llengua de la branca zoque que també es denomina popoluca. Antigament a Chiapas es va parlar el tapachulteca que era una altra llengua independent de la branca mixe.

## Classificació interna
Les llengües mixes semblen tenir un temps de diversificació estimat d'uns 13 segles. Davant dels 36 segles de diversificació del proto-mixezoque. Quant a les llengües de la branca mixe aquesta està formada pròpiament per les següents varietats:
- Variants de Mixe d'Oaxaca
  - Mixe de Coatlán (mco)
  - Mixe de l'Istme (mir)
  - Mixe de Totontepec (mto)
  - Mixe de Tlahuitoltepec (mxp)
  - Mixe de Juquila (mxq)
  - Mixe de Mazatlán (mzl)
  - Mixe nord-central (neq)
  - Mixe de Quetzaltepec (pxm)
- Variants de Popoluca de Veracruz
  - Popoluca d'Oluta (plo)
  - Popoluca de Sayula (pos)
- Variants de Chiapas
  - Tapachulteca

## Comparació lèxica
El següent quadre resumeix els numerals en diferents varietats de llengües mixes:
| GLOSSA | Popoluca de Sayula | Popoluca d'Oluta | Mixe de Totontepec | Mixe de Tlahuiltotepec | proto-mixe    |
| ------ | ------------------ | ---------------- | ------------------ | ---------------------- | ------------- |
| 1      | tuʔk               | tuʔk             | toʔk               | tuʔuk                  | *tuʔ.k        |
| 2      | mečk               | mesko            | mehʦk              | mahʦk                  | *mehʦ.k       |
| 3      | tūgup              | tuviʔk           | tōhk               | tûkûk                  | *tuku.k       |
| 4      | mak.tašp           | mak.tasko        | mak.tāšk           | mak.tɔšk               | *mak.tas.k    |
| 5      | mogošp             | mokoško          | mugošk             | makošk                 | *mokoš.k      |
| 6      | tuhtup             | tuhtuhko         | tohtik             | tutuhk                 | *tuhtu.k      |
| 7      | guš.tuhtup         | huš.tuhkuhtuh-   | vuš.tohtik         | wuš.tuhk               | *wuš.tuhtu.k  |
| 8      | tuku.tuhtup        | tuku.tuhko       | todohtik           | tuktuhk                | *tuku.tuhtu.k |
| 9      | taš.tuhtup         | tās.tutuhko      | taš.tohtik         | tɔš.tohk               | *tas.tuhtu.k  |
| 10     | makp               | maku             | mahk               | mɔhk                   | *mah.k        |